# Richard de Grey (Adliger, † 1335)
Sir Richard de Grey (auch Richard de Grey, 2. Baron de Grey) (* um 1281; † um 10. März 1335) war ein englischer Adliger und Militär.

## Herkunft und Erbe
Richard de Grey war der älteste Sohn von Sir Henry de Grey und dessen ersten Frau Eleanor de Courtenay. Nach dem Tod seines Vaters im September 1308 erbte er dessen Güter, darunter Codnor Castle in Derbyshire. Am 4. März 1309 wurde Grey erstmals, am 23. Februar 1335 letztmals in das Parlament berufen. Ob er damit als Baron Grey of Codnor gilt, war lange umstritten. Da nicht nachgewiesen werden konnte, ob er tatsächlich an den Parlamentsversammlungen teilnahm, entschied das House of Lords 1989, dass erst sein Urenkel ab 1397 als 1. Baron Grey of Codnor gilt. 1321 und 1332 wurde Grey vom Parlament beauftragt, Petitionen entgegenzunehmen und zu prüfen.

## Karriere als Militär
Grey war einer der bekanntesten Militärs während der Regierung von König Eduard II. 1312 diente er als Seneschall der Gascogne, und im Frühsommer 1313 gehörte er zum Gefolge des Königs, als dieser einen Staatsbesuch in Frankreich machte. Bereits 1311 hatte er an dem gescheiterten Feldzug des Königs nach Schottland teilgenommen. 1314 gehörte er erneut zu dem königlichen Heer, dass in der Schlacht von Bannockburn gegen die Schotten eine vernichtende Niederlage erlitt. Zusammen mit dem Earl of Pembroke, Bartholomew de Badlesmere und anderen Adligen war er zwischen dem 1. Juli und dem 1. November 1315 in Newcastle, um zur Abwehr schottischer Angriffe zur Verfügung zu stehen. Dabei beklagte er sich bitter in einem Brief an den König, dass zu wenig Geld für die Verteidigung Nordenglands zur Verfügung stand. Von 1319 bis 1320 nahm er an der erfolglosen Belagerung von Berwick und an weiteren Kämpfen gegen die Schotten in den Scottish Marches teil. Während des Despenser War unterstützte er Roger Mortimer und die Marcher Lords, die die walisischen Besitzungen des königlichen Günstlings Hugh le Despenser angriffen und plünderten. Für diese Übergriffe wurde er wie die anderen Angreifer im August 1321 vom Parlament begnadigt. Zusammen mit John Giffard und Robert de Shirland bezeugte er dabei die Behauptung von Badlesmere, dass der jüngere Despenser ein Verräter sei. Offensichtlich wurde er dabei durch falsche Briefe getäuscht, und die Rebellen versuchten, Grey, Giffard und Shirland fest auf ihre Seite zu ziehen. Ab Ende 1321 unterstützte Grey jedoch den König, der gegen diese Adelsopposition vorging. Er gehörte dem königlichen Heer an, das die Rebellen unter Thomas of Lancaster nach Nordengland verfolgte. Er blieb somit in der Gunst des Königs, der ihn nach seinem Sieg über Lancaster im März 1322 in Codnor Castle besuchte. 1324 wurde Grey während des Kriegs von Saint-Sardos erneut zum Seneschall der Gascogne ernannt. Bereits im Oktober 1324 legte Grey sein Amt nieder, was ihm jedoch nur erlaubt wurde, da er anschließend Edmund of Woodstock, 1. Earl of Kent in der Gascogne als Militär diente. Nach seiner Rückkehr nach England wurde er im Dezember 1325 Constable von Nottingham Castle.

## Rolle bei der Absetzung von EduardII. und beim Sturz von Roger Mortimer

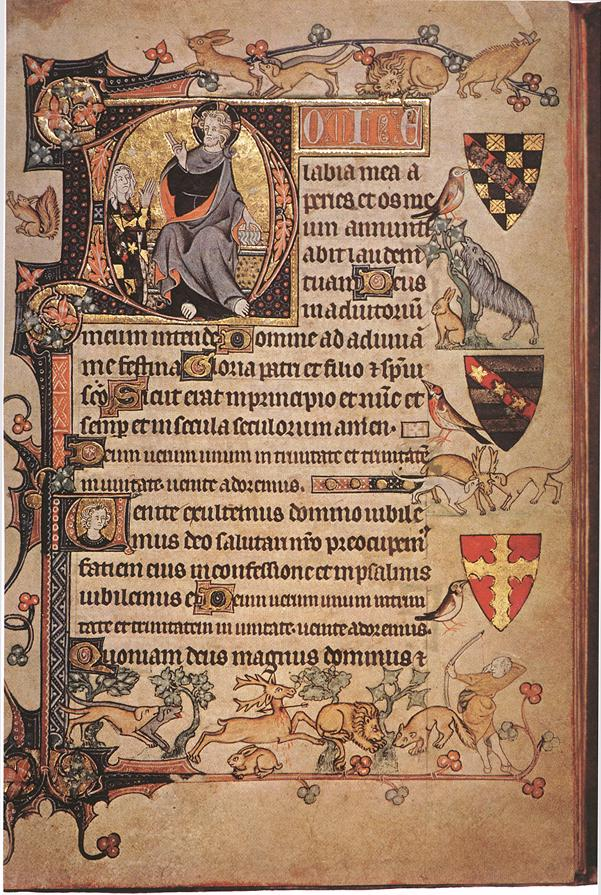
Eine Seite des Stundenbuchs, das Grey wohl seiner Frau zur Hochzeit schenkte

Grey war ein Vasall von Thomas of Brotherton, 1. Earl of Norfolk, dem Halbbruder des Königs und Gegner der Despensers. Norfolk war ab 1316 Earl Marshal, wobei Grey sein Stellvertreter war. Diese Beziehung erklärt vielleicht Greys Rolle bei der Absetzung von König Eduard II. Er gehörte der Delegation an, die dem König im Januar 1327 in Kenilworth Castle die Anklagen des Parlaments überbrachte und ihn zur offiziellen Abdankung bewegte. Als offizieller Constable von Nottingham Castle war Grey im Oktober 1330 nicht in der Burg, als der stellvertretende Constable William d’Eland dem jungen William Montagu einen geheimen Zugang ins Innere der Burg zeigte. Dadurch konnten Montagu und andere Verschwörer in die Burg gelangen und zusammen mit dem jungen König Eduard III. den bisherigen Machthaber Roger Mortimer in ihre Gewalt bringen. Nach diesem Staatsstreich wurde Grey am 26. Oktober als Constable der Burg abgelöst.

## Familie und Nachkommen
Grey hatte Joan FitzPayne, eine Tochter von Robert FitzPayne, 1. Baron FitzPayne geheiratet. Wohl zur Hochzeit schenkte Grey seiner Frau das Stundenbuch Grey-FitzPayn, ein prächtiges Gebetbuch, das sich heute im Fitzwilliam-Museum in Cambridge befindet. Mit seiner Frau hatte Grey mindestens drei Kinder:
- Sir John de Grey († 1392)
- Jane de Grey, ⚭ (1) Sir William de Harcourt, ⚭ (2) Ralph de Ferrers
- Robert FitzPayn (um 1321–1393)

Sein Haupterbe wurde sein ältester Sohn John.